# لو بور دوازان
لو بور دوازان (بالفرنسية: Le Bourg-d'Oisans) هي بلدية في إقليم إزار بمنطقة أفيرن–رون ألب في جنوب شرق فرنسا.

## تعداد السكان

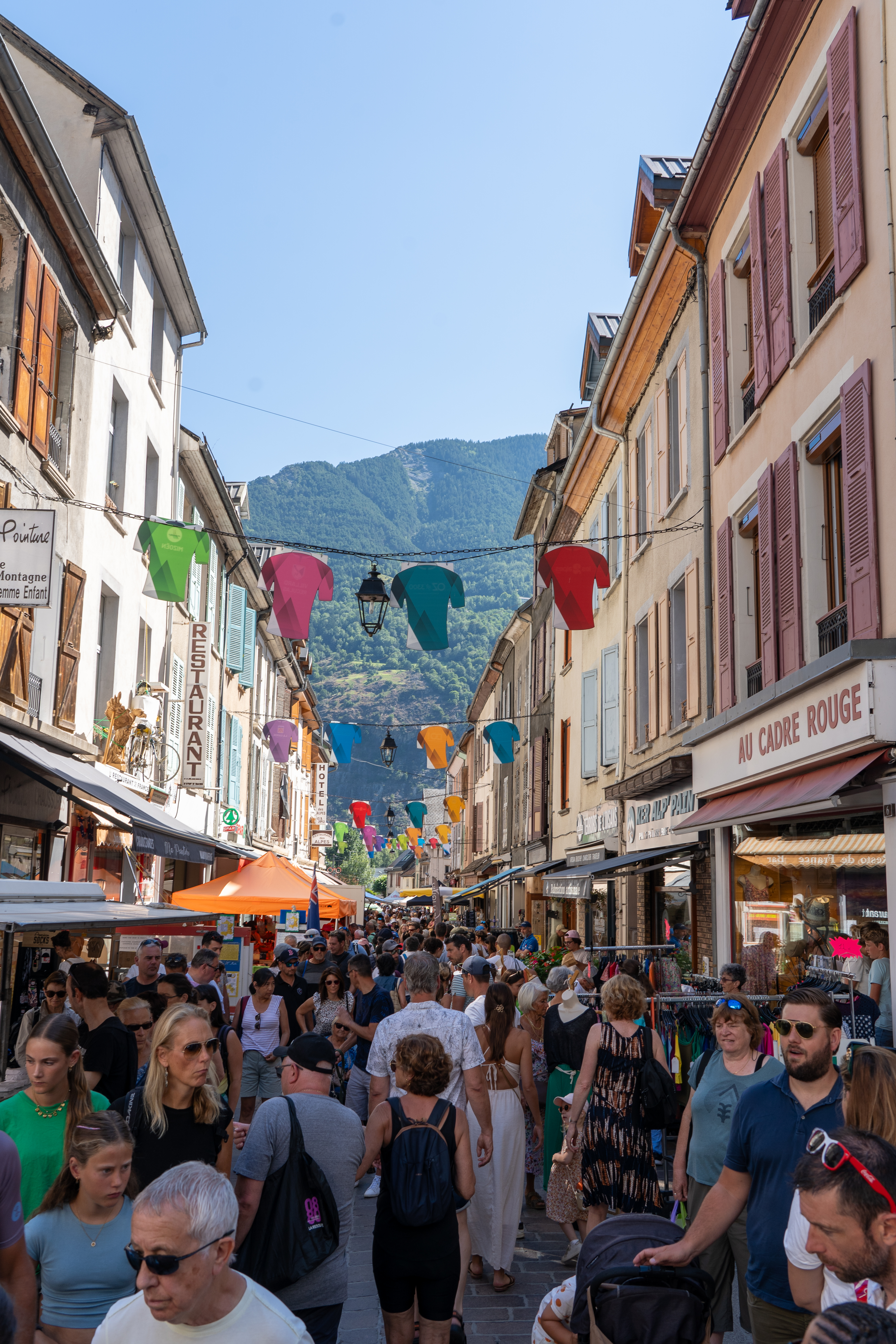
السوق السياحي يوم السبت خلال موسم الصيف.